# Stebbins (Alasca)
Stebbins é uma cidade localizada no estado americano de Alasca, no Distrito de Nome.

## Demografia
Segundo o censo americano de 2000, a sua população era de 547 habitantes.
Em 2006, foi estimada uma população de 549, um aumento de 2 (0.4%).

## Geografia
De acordo com o United States Census Bureau, a localidade tem uma área de 95,6 km², dos quais 91,1 km² cobertos por terra e 4,5 km² cobertos por água.

## Localidades na vizinhança
O diagrama seguinte representa as localidades num raio de 112 km ao redor de Stebbins.